# Section photographique de l'armée

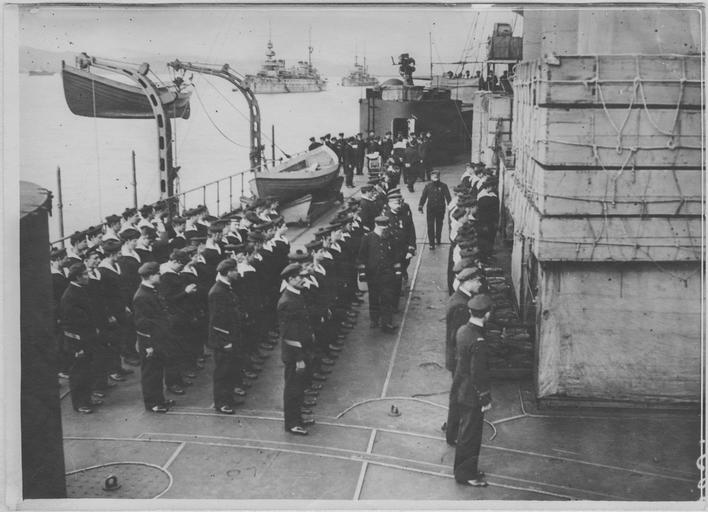
Photographie d'un bataillon par la SPA en 1917

La Section photographique de l’armée (SPA) est un outil de propagande créé par les autorités françaises durant la Première Guerre mondiale pour enregistrer les actions militaires, illustrer l’effort industriel, et documenter les dommages de guerre. 
Alors que l'Allemagne utilise dès 1914 les possibilités offertes par la photographie à des fin de propagande, la diplomatie française pousse à la création de la SPA en mai 1915 afin de contrer les efforts de communication allemands. Le service est placé sous la tutelle de 3 ministères. Celui de la Guerre qui fournit le personnel, oriente la thématique des reportages et le choix des prises de vue. Le sous-secrétariat aux Beaux-arts du ministère de l'Instruction publique s'occupe de l'équipement, du développement, du tri et de archivage des plaques de verre et des tirages. Le ministère des Affaires étrangères assure la diffusion des images à l'étranger, notamment dans les pays de l'Est.
La SPA et la section cinématographique, fondée à la même époque, fusionnent en mars 1917 pour former la Section photographique et cinématographique des Armées (SPCA). La production et la diffusion de films et d’images fixes continuent encore après la fin de la guerre jusqu’à la fin des activités de la SPA en 1919.  La section devient à cette date un centre d’archives et de ressources documentaires patrimoniales placée sous la responsabilité du sous-secrétariat des Beaux-Arts.
En 1956, les monuments historiques signent un acte de donation des collections de la SPA à la Bibliothèque de documentation internationale contemporaine, devenue depuis La Contemporaine. Ces collections photographiques sont communément appelées « albums Valois » d'après la rue de Valois où les photographies de la SPA pouvaient être consultées. 